# Грейт-Смоки-Маунтинс (хребет)
Большие Дымчатые Горы, или Грейт-Смоки-Маунтинс (англ. Great Smoky Mountains)  — горный хребет, возвышающийся вдоль границы Теннесси и Северной Каролины на юго-востоке США. Они являются подхребтом Аппалачей и образуют часть физико-географической провинции Голубой хребет. Хребет иногда называют Смоки-Маунтинс. Смоки-Маунтинс наиболее известны как место расположения Национального парка Грейт-Смоки-Маунтинс, который защищает большую часть хребта. Парк был основан в 1934 году и, с более чем 11 миллионами посещений в год, является самым посещаемым национальным парком в Соединенных Штатах. 
Смоки-Маунтинс являются частью Международного биосферного заповедника. На территории хребта находится около 187 000 акров (76 000 га) старовозрастных лесов, что является крупнейшим лесным массивом к востоку от реки Миссисипи. Леса лиственных пород в бухтах на нижних высотах хребта являются одними из самых разнообразных экосистем в Северной Америке, а елово-пихтовый лес Южных Аппалачей, покрывающий верхние высоты, является крупнейшим в своем роде. Смоки-Маунтинс являются домом для самой густой популяции черных медведей на востоке Соединенных Штатов и самой разнообразной популяции саламандр за пределами тропиков.
Наряду с биосферным заповедником, Грейт-Смоки-Маунтинс были признаны объектом Всемирного наследия ЮНЕСКО. Служба национальных парков США сохраняет и поддерживает 78 сооружений в национальном парке, которые когда-то были частью многочисленных небольших общин Аппалачей, разбросанных по речным долинам и бухтам хребта. Парк содержит пять исторических районов и девять отдельных списков в Национальном реестре исторических мест.
Название «Дымчатый» происходит от естественного тумана, который часто висит над хребтом и на расстоянии выглядит как большие дымовые шлейфы. Этот туман вызван растительностью, выделяющей летучие органические соединения, химикаты, которые имеют высокое давление пара и легко образуют пары при нормальной температуре и давлении.

## География
В районе Большого Дымчатого хребта находятся одни из самых высоких вершин Аппалачей, 17 из которых достигают высоты не менее 1500 метров над уровнем моря. Однако только три горы возвышаются более чем на 2000 метров. Самая высокая вершина, Клингменс-Дом, является третьей по высоте вершиной восточной части США и региона Аппалачей (2025 метров) после горы Митчелл и горы Крейг. Этот купол состоит из двух субпиков, самый высокий из которых — гора Бакли на западе. Другая вершина — гора Любви, возвышающаяся на 1950 метров над уровнем моря. Клингменс-Дом также является самой выдающейся вершиной в горах Смоки-Маунтинс, ее высота составляет 1373 метра. Гора Гийо является второй по высоте вершиной хребта, возвышаясь на 2018 метров над уровнем моря. Однако гора Ле-Конте — самая высокая гора в Больших Дымчатых горах от подножия до вершины (3626 метров). Это также самая высокая вершина, расположенная полностью в Теннесси, ее высота составляет 2010 метров. Другие известные горы включают Чапмен, Олд-Блэк, Лафти-Ноб, Кепхарт, Коллинз, Маркс-Ноб, Трикорнер-Ноб, Хардисон и Эндрюс-Болд.